# Bosse Granath
Bosse "Bo" Granath (Estocolmo, 21 de noviembre de 1939) es un expiloto de motociclismo sueco, que compitió en el Campeonato del Mundo de Motociclismo, desde 1961 hasta 1979 en la que es una de las carreras más longevas del motociclismo. Su mejor temporada fue en 1972 cuando acabó quinto en la clasificación general de 500 cc.

## Biografía
Bo Granath debutó en el Campeonato nacional sueco en 1960. En invierno, mientras hacía el servicio militar, compró una Norton 30M (Manx) para la temporada del 1961. Con la licencia júnior, en Karlskoga consiguió acabar cuarto por detrás de tres seniors. También compró una Norton 40M 350 cc para el segundo campeonato sueco en los que acabó quinto en ambas categorías. Consiguió la licencia internacional para participar en el Gran Premio de Suecia de 1961.
La temporada de 1962 estuvo plagada de mala suerte y malos resultados. Pero gracias a su licencia internacional, fue capaz de competir en muchas carreras fuera de su país. Corrió en múltiples certámenes en Holanda y Bélgica, el Gran Premio del Úlster y el Gran Premio de Alemania del Este, donde tuvo su mejor resultado con el decimotercer lugar. Al año siguiente, compró una AJS 7R de 350 cc y una Matchless G50 de 500 cc. Estas dos máquinas resultaron ser rápidas y fiables e impresionó en los circuitos británicos por su velocidad. También debutó en la TT Isla de Man donde tuvo un susto importante al incendiarse su moto y estrellarse a 180 km/hora. Granath sufrió quemaduras graves en un brazo y un pie y estuvo retirado durante mucho tiempo.
En 1964 ganó su primera carrera, en Falkenberg en 500 cc, pero se estrelló con fuerza en Oulton Park y tuvo miedo a seguir corriendo. Como resultado, no estuvo rindiendo al 100 por cien durante toda la temporada y su ansiedad persistió hasta mediados de 1965. Solo después del TT Isla de Man de 1965 desaparecieron sus temores. Ahora tenía un MZ RE 125 además del AJS y el Matchless. En 1965, logró ganar sus primeros títulos de campeonato sueco: en las clases de 125 cc y 500 cc. En 1966 volvió a ser campeón sueco de 125 cc.
1967 fue una gran temporada. Se proclamó nuevamente campeón sueco en tres categorías y sumó su primer punto en el Mundial en el Gran Premio de Finlandia de 500 cc al acabar cuarto. Pudo acabar en podio pero unos problemas mecánicos permitió que Billie Nelson le pasara. Un gran regalo dos días antes de que naciera su hijo Peter. Anteriormente, había terminado séptimo en el, también mojado, Gran Premio de Bélgica. La temporada siguiente, el ingeniero de Husqvarna Ruben Helmin le construyó una 500 cc de dos cilindros. Esta máquina no pudo estar disponible hasta finales de temporada, con el que se proclamó campeón sueco en 350 cc.
En 1969, Granath por fin pudo correr toda la temporada. En la carrera de 125 cc del Gran Premio de Francia, corrió con un prototipo YZ 623 de Yamaha, con la cual logró tomar la delantera en la carrera hasta que falló un cigüeñal. Su motor de dos cilindros Husqvarna 500 refrigerado por aire todavía era poco fiable y solo anotó cuatro puntos ese año gracias a su séptimo lugar en el Gran Premio de Bélgica de 125 cc.
En 1970, Bo Granath consigue dos Yamahas para 250 y 350 cc. En su primera carrera de 250 cc en Francia, acabó sexto, aunque por detrás del otro piloto de Yamaha Rodney Gould. Finalizó la temporada en novena lugar en la general de 250 cc. La Husqvarna todavía no estaba lista aunque con ella consiguió el título sueco de 500 cc.
La carrera de apertura de la temporada de 1971, el Gran Premio de Austria, acabó en quinto lugar en 350 cc y un sexto en 250 cc. Granath terminó séptimo en la general final de 350 cc. También en 500 cc, la Husqvarna fue mejor ahora y permaneció intacto un poco más a menudo, acabando en el 15.° lugar anotando Gran Premio de los Países Bajos. Fue la temporada en que los motores de dos tiempos de 500 cc se hicieron más fuertes, pero fueron la Kawasaki H1 500 Mach III y Suzuki T500 los que marcaron la pauta.
En temporada de 1972, salió con un nuevo motor de 500 cc. Los pilotos descubrieron que una Yamaha TR3 era una buena arma para vencer a las máquinas de 500 cc debido a su maniobrabilidad y bajo peso. Después de las MV Agustas de Agustini y Alberto Pagani, Bruno Kneubühler y Rodney Gould, la Huqvarna de Bo Granath rodó por detrás de ellas. Al final, acabó quinto con un podio en el Gran Premio de Suecia. Con la llegada a la escudería de Yamaha de Kim Newcombe, fue difícil ese año marcar puntos en 500 cc y tan solo consiguió 12 puntos.
En 1974, el Husqvarna definitivamente ya no era lo suficientemente rápida como para sumar puntos. Granath solo se retiró una vez, pero permaneció fuera de la zona de puntos. Desde ese momento comenzó a conducir cada vez menos por problemas médicos. Sorprendentemente, comenzó en tres clases en la TT Isla de Man de 1975, una carrera que fue boicoteada por casi todos debido a la peligrosidad del circuito. En la temporada de 1976, Bo Granath anotó sus últimos puntos en el Mundial al acabar noveno en el Gran Premio de Yugoslavia de 350 cc. En 1977, consiguió su último título al proclamarse campeón sueco de la clase de 750cc.

## Resultados en el Mundial de Velocidad
Sistema de puntuación desde 1950 hasta 1968:
| Posición | 1.º | 2.º | 3.º | 4.º | 5.º | 6.º |
| Puntos   | 8   | 6   | 4   | 3   | 2   | 1   |

Sistema de puntuación desde 1969 hasta 1987:
| Posición | 1.º | 2.º | 3.º | 4.º | 5.º | 6.º | 7.º | 8.º | 9.º | 10.º |
| Puntos   | 15  | 12  | 10  | 8   | 6   | 5   | 4   | 3   | 2   | 1    |

| Año  | Cat.  | Equipo    | 1       | 2       | 3       | 4       | 5       | 6       | 7       | 8       | 9       | 10      | 11      | 12      | 13      | Pts. | Pos. |
| ---- | ----- | --------- | ------- | ------- | ------- | ------- | ------- | ------- | ------- | ------- | ------- | ------- | ------- | ------- | ------- | ---- | ---- |
| 1961 | 350cc | Norton    |         | GER -   |         | IOM -   | NED -   |         | RDA -   | ULS -   | NAT -   | SWE 19  |         |         |         | 0    | -    |
| 1961 | 500cc | Norton    |         | GER -   | FRA -   | IOM -   | NED -   | BEL -   | RDA -   | ULS -   | NAT -   | SWE Ret | ARG -   |         |         | 0    | -    |
| 1962 | 500cc | Norton    | IOM -   | NED -   | BEL -   | ULS Ret | RDA 13  | NAT -   | FIN -   | ARG -   |         |         |         |         |         | 0    | -    |
| 1963 | 350cc | AJS       |         | GER -   | IOM Ret | NED -   |         | ULS -   | RDA -   | NAT -   | FIN -   |         |         |         |         | 0    | -    |
| 1963 | 500cc | Matchless |         |         | IOM Ret | NED -   | BEL -   | ULS -   | RDA -   | NAT -   | FIN 9   | ARG -   |         |         |         | 0    | -    |
| 1964 | 500cc | Matchless | USA -   |         |         | IOM -   | NED -   | BEL -   | GER 15  | RDA 13  | ULS 14  | FIN Ret | NAT -   |         |         | 0    | -    |
| 1965 | 125cc | MZ        | USA -   | GER -   | ESP -   | FRA -   | IOM 20  | NED -   |         | RDA -   | CZE -   | ULS -   | FIN 12  | NAT -   | JPN -   | 0    | -    |
| 1965 | 350cc | AJS       |         | GER -   |         |         | IOM Ret | NED -   |         | RDA 12  | CZE -   | ULS -   | FIN 8   | NAT -   |         | 0    | -    |
| 1965 | 500cc | Matchless | USA -   | GER -   |         |         | IOM Ret | NED -   | BEL -   | RDA 12  | CZE -   | ULS -   | FIN Ret | NAT -   |         | 0    | -    |
| 1966 | 125cc | MZ        | ESP -   | GER -   |         | NED -   |         | RDA -   | CZE -   | FIN Ret | ULS -   | IOM -   | NAT -   | JPN -   |         | 0    | -    |
| 1966 | 350cc | AJS       |         | GER -   | FRA -   | NED -   |         | RDA 18  | CZE -   | FIN Ret | ULS -   | IOM -   | NAT -   | JPN -   |         | 0    | -    |
| 1966 | 500cc | Matchless |         | GER -   |         | NED -   | BEL 7   | RDA Ret | CZE 12  | FIN 9   | ULS -   | IOM -   | NAT -   |         |         | 0    | -    |
| 1967 | 125cc | MZ        | ESP -   | GER -   | FRA -   | IOM -   | NED -   |         | RDA -   | CZE 7   | FIN Ret | ULS 9   | NAT -   | CAN -   | JPN -   | 0    | -    |
| 1967 | 250cc | Husqvarna | ESP -   | GER -   | FRA -   | IOM -   | NED -   | BEL 9   | RDA -   | CZE -   | FIN Ret | ULS -   | NAT -   | CAN -   | JPN -   | 0    | -    |
| 1967 | 500cc | Matchless |         | GER 15  |         | IOM -   | NED 17  | BEL 14  | RDA 12  | CZE Ret | FIN 4   | ULS 15  | NAT -   | CAN -   |         | 3    | 17.º |
| 1968 | 125cc | MZ        | GER -   | ESP -   | IOM -   | NED -   |         | RDA -   | CZE -   | FIN 12  | ULS     | NAT -   |         |         |         | 0    | -    |
| 1968 | 250cc | Kawasaki  | GER -   | ESP -   | IOM -   | NED -   | BEL -   | RDA -   | CZE -   | FIN Ret | ULS     | NAT -   |         |         |         | 0    | -    |
| 1968 | 350cc | Husqvarna | GER -   |         | IOM -   | NED 15  |         | RDA 13  | CZE -   |         | ULS     | NAT -   |         |         |         | 0    | -    |
| 1968 | 500cc | Matchless | GER -   | ESP -   | IOM -   | NED Ret | BEL 14  | RDA 14  | CZE 8   | FIN Ret | ULS Ret | NAT -   |         |         |         | 0    | -    |
| 1969 | 125cc | MZ        | ESP -   | GER -   | FRA Ret | IOM -   | NED -   | BEL 7   | RDA -   | CZE -   | FIN -   | ULS -   | NAT -   | YUG -   |         | 4    | 39.º |
| 1969 | 350cc | Husqvarna | ESP -   | GER -   |         | IOM -   | NED -   |         | RDA 12  | CZE -   | FIN -   | ULS -   | NAT -   | YUG -   |         | 0    | -    |
| 1969 | 500cc | Husqvarna | ESP Ret | GER -   | FRA Ret | IOM -   | NED -   | BEL -   | RDA 12  | CZE -   | FIN Ret | ULS -   | NAT -   | YUG -   |         | 0    | -    |
| 1970 | 350cc | Yamaha    | GER Ret |         | YUG -   | IOM 13  | NED -   |         | RDA -   | CZE 9   | FIN 6   | ULS -   | NAT -   | ESP 10  |         | 8    | 23.º |
| 1970 | 500cc | Husqvarna | GER Ret | FRA Ret | YUG -   | IOM Ret | NED -   | BEL -   | RDA -   | CZE -   | FIN -   | ULS -   | NAT -   | ESP -   |         | 0    | -    |
| 1971 | 250cc | Yamaha    | AUT 6   | GER -   | IOM -   | NED -   | BEL -   | RDA -   | CZE 5   | SWE 9   | FIN 11  | ULS 11  | NAT -   | ESP -   |         | 13   | 16.º |
| 1971 | 350cc | Yamaha    | AUT 5   | GER -   | IOM -   | NED -   |         | RDA 9   | CZE 4   | SWE 7   | FIN 15  | ULS -   | NAT 7   | ESP 5   |         | 30   | 7.º  |
| 1971 | 500cc | Husqvarna | AUT -   | GER -   | IOM -   | NED 8   | BEL Ret | RDA Ret |         | SWE 8   | FIN Ret | ULS 6   | NAT 10  | ESP Ret |         | 12   | 15.º |
| 1972 | 250cc | Yamaha    | GER -   | FRA -   | AUT -   | NAT -   | IOM -   | YUG -   | NED -   | BEL 14  | RDA -   | CZE -   | SWE -   | FIN -   | ESP -   | 0    | -    |
| 1972 | 350cc | Yamaha    | GER 14  | FRA 10  | AUT 7   | NAT 11  | IOM -   | YUG -   | NED 13  |         | RDA 7   | CZE -   | SWE 8   | FIN 9   | ESP -   | 14   | 12.º |
| 1972 | 500cc | Husqvarna | GER 6   | FRA 6   | AUT 3   | NAT Ret | IOM -   | YUG 5   | NED Ret | BEL 5   | RDA 6   | CZE 7   | SWE 3   | FIN 12  | ESP Ret | 47   | 5.º  |
| 1973 | 250cc | Yamaha    | FRA -   | AUT -   | GER -   | NAT -   | IOM -   | YUG -   | NED -   | BEL 19  | CZE -   | SWE -   | FIN -   | ESP -   |         | 0    | -    |
| 1973 | 350cc | Yamaha    | FRA Ret | AUT 5   | GER Ret | NAT DNQ | IOM -   | YUG 13  | NED 18  |         | CZE 15  | SWE 14  | FIN 11  | ESP Ret |         | 6    | 28.º |
| 1973 | 500cc | Husqvarna | FRA 12  | AUT 7   | GER Ret |         | IOM -   | YUG Ret | NED Ret | BEL 14  | CZE 8   | SWE Ret | FIN 13  | ESP 6   |         | 12   | 17.º |
| 1974 | 250cc | Yamaha    |         | GER -   |         | NAT -   | IOM -   | NED -   | BEL 22  | SWE 16  | FIN -   | CZE 16  | YUG -   | ESP -   |         | 0    | -    |
| 1974 | 350cc | Yamaha    | FRA Ret | GER -   | AUT 14  | NAT -   | IOM -   | NED -   |         | SWE Ret | FIN Ret |         | YUG -   | ESP -   |         | 0    | -    |
| 1974 | 500cc | Husqvarna | FRA 16  | GER -   | AUT 15  | NAT -   | IOM -   | NED 20  | BEL 13  | SWE Ret | FIN 12  | CZE Ret |         |         |         | 0    | -    |
| 1975 | 250cc | Yamaha    | FRA -   | ESP -   |         | GER -   | NAT -   | IOM 31  | NED -   | BEL -   | SWE -   | FIN -   | CZE -   |         |         | 0    | -    |
| 1975 | 350cc | Yamaha    | FRA -   | ESP -   | AUT -   | GER -   | NAT -   | IOM 33  | NED -   |         | SWE -   | FIN 14  | CZE 11  |         |         | 0    | -    |
| 1975 | 500cc | Husqvarna | FRA -   | AUT -   |         | GER -   | NAT -   | IOM 29  | NED -   | BEL -   | SWE DNQ | FIN -   |         |         |         | 0    | -    |
| 1976 | 250cc | Yamaha    | FRA DNQ |         | NAT -   | YUG 20  | IOM -   | NED -   | BEL -   | SWE 16  | FIN -   | CZE 20  | GER 18  | ESP -   |         | 0    | -    |
| 1976 | 350cc | Yamaha    | FRA DNQ | AUT -   | NAT -   | YUG 9   | IOM -   | NED -   |         |         | FIN -   | CZE -   | GER 20  | ESP -   |         | 0    | -    |
| 1976 | 500cc | Husqvarna | FRA -   | AUT -   | NAT 2   |         | IOM -   | NED -   | BEL -   | SWE 16  | FIN 15  | CZE 11  | GER -   |         |         | 0    | -    |
| 1977 | 350cc | Yamaha    | VEN -   |         | GER 23  | NAT -   | ESP -   | FRA -   | YUG -   | NED -   |         | SWE -   | FIN -   | CZE 17  | GBR -   | 0    | -    |
| 1977 | 500cc | Suzuki    | VEN -   | AUT -   | GER 25  | NAT -   |         | FRA -   |         | NED DNQ | BEL 18  | SWE 15  | FIN 14  | CZE Ret | GBR -   | 0    | -    |
| 1978 | 350cc | Yamaha    | VEN -   |         | AUT -   | FRA -   | NAT -   | NED -   |         | SWE 20  | FIN -   | GBR -   | GER -   | CZE -   | YUG -   | 0    | -    |
| 1978 | 500cc | Suzuki    | VEN -   | ESP -   | AUT 18  | FRA -   | NAT -   | NED DNQ | BEL 13  | SWE Ret | FIN Ret | GBR -   | GER -   |         |         | 0    | -    |
| 1979 | 500cc | Yamaha    | VEN -   | AUT Ret | GER 18  | NAT -   | ESP -   | YUG -   | NED -   | BEL -   | SWE -   | FIN -   | GBR -   | CZE -   | FRA -   | 0    | -    |